# Anssi Suhonen
Anssi Suhonen né le 14 janvier 2001 à Järvenpää en Finlande, est un footballeur international finlandais. Il évolue au poste de milieu central au Hambourg SV.

## Biographie

### En club
Né à Järvenpää en Finlande, Anssi Suhonen est formé par le Käpylän Pallo (en) avant de rejoindre le Hambourg SV en 2017. Il commence à s'entraîner avec l'équipe première à partir de 2019.
Auteur d'une saison 2019-2020 convaincante avec l'équipe des moins de 19 ans du club, avec notamment un total de cinq buts et trois passes décisives en quinze matchs joués, il est prévu qu'Anssi Suhonen soit intégré à l'équipe première au cours de l'été 2020, mais en juillet 2020 il est victime d'une rupture des ligaments croisés du genou droit, ce qui lui vaut une longue indisponibilité et freine sa progression vers l'équipe première,.
Anssi Suhonen joue son premier match en professionnel avec le Hambourg SV, le 8 août 2021, lors d'une rencontre de coupe d'Allemagne contre l'Eintracht Brunswick. Il entre en jeu et son équipe s'impose par deux buts à un.
Le 7 avril 2022, Suhonen prolonge son contrat avec le HSV jusqu'en juin 2026. En mai 2022, Suhonen est victime d'une fracture du péroné qui ne lui permet pas de terminer la saison 2021-2022 et lui fait manquer le début de la saison 2022-2023. Il fait son retour à l'entraînement en août 2022 et rejoue en compétition officielle le 30 septembre 2022, lors d'une rencontre de championnat remportée par son équipe contre le Hanovre 96 où il entre en jeu à la place de László Bénes.
En juillet 2023, lors de la préparation d'avant-saison du HSV, Suhonen se blesse à nouveau, victime d'une fracture du péroné pour la deuxième fois. Il est encore absent pour de longs mois.

### En sélection
Anssi Suhonen représente l'équipe de Finlande des moins de 17 ans pour un total de quatorze matchs joués et un but marqué entre 2016 et 2018. Il marque son seul but avec cette sélection lors de sa première apparition, le 30 mars 2016, contre la Lettonie. Il est titularisé ce jour-là et participe à la victoire de son équipe par cinq buts à zéro.
Le 3 septembre 2021, Anssi Suhonen joue son premier match avec l'équipe de Finlande espoirs contre l'Estonie. Il est titularisé et son équipe s'impose par trois buts à zéro.
Anssi Suhonen est convoqué pour la première fois avec l'équipe nationale de Finlande en novembre 2022 par le sélectionneur Markku Kanerva. Il honore sa première sélection en étant titularisé le 17 novembre 2022 contre la Macédoine du Nord. Les deux équipes se neutralisent ce jour-là (1-1 score final).

## Statistiques
| Saison                | Club                  | Championnat           | Championnat | Championnat | Coupe(s) nationale(s) | Coupe(s) nationale(s) | Compétition(s) continentale(s) | Compétition(s) continentale(s) | Compétition(s) continentale(s) | Barrages | Barrages | Total | Total |
| Saison                | Club                  | Division              | M.          | B.          | M.                    | B.                    | Comp.                          | M.                             | B.                             | M.       | B.       | M.    | B.    |
| 2021-2022             | Hambourg SV           | 2. Bundesliga         | 18          | 2           | 2                     | 0                     | -                              | -                              | -                              | -        | -        | 20    | 2     |
| 2022-2023             | Hambourg SV           | 2. Bundesliga         | 16          | 0           | 1                     | 0                     | -                              | -                              | -                              | 1        | 0        | 18    | 0     |
| Sous-total            | Sous-total            | Sous-total            | 34          | 2           | 3                     | 0                     | -                              | -                              | -                              | 1        | 0        | 38    | 2     |
| Total sur la carrière | Total sur la carrière | Total sur la carrière | 34          | 2           | 3                     | 0                     | -                              | -                              | -                              | 1        | 0        | 38    | 2     |